# 海科山 (聖洛倫索德金蒂區)
11°58′46″S 76°04′02″W / 11.97944°S 76.06722°W
海科山（Qayqu），是秘魯的山峰，位於該國中南部利馬大區，由瓦羅奇里省的聖洛倫索德金蒂區負責管轄，屬於帕里亞卡卡山脈的一部分，海拔高度5,100米。